# Максименко, Владимир Александрович (Герой Советского Союза)
Влади́мир Алекса́ндрович Максиме́нко (1923—1984) — лейтенант Советской Армии, участник Великой Отечественной войны, Герой Советского Союза (1944).

## Биография
Владимир Максименко родился 4 мая 1923 года в посёлке Новый Асбест (ныне — город Асбест в Свердловской области). Русский. Рано остался без родителей, рос в детском доме в Нижнем Тагиле. После окончания семи классов школы и школы фабрично-заводского ученичества работал закройщиком на Кировском кожевенно-обувном комбинате. В феврале 1942 года Максименко был призван на службу в Рабоче-крестьянскую Красную Армию. Окончил Камышловское пехотное училище. С того же 1942 года — на фронтах Великой Отечественной войны. Участвовал в Сталинградской битве, был тяжело ранен в голову.
К апрелю 1944 года сержант Владимир Максименко командовал отделением автоматчиком 550-го стрелкового полка 126-й стрелковой дивизии 2-й гвардейской армии 4-го Украинского фронта. Отличился во время освобождения Крыма. 9 апреля 1944 года в районе посёлка Армянск Красноперекопского района Максименко одним из первых атаковал немецкую пехоту, уничтожив несколько солдат и офицеров противника, ещё 6 взяв в плен. В тот же день в бою за высоту 13,7 он уничтожил более 10 солдат и офицеров противника, ещё 6 взял в плен, а также подавил 2 пулемёта. В том бою он заменил собой командира взвода. 17 апреля 1944 года у села Мамашай (ныне — Полюшко) Максименко уничтожил расчёт вражеского зенитного орудия, но и сам был контужен и потерял слух.
Указом Президиума Верховного Совета СССР от 16 мая 1944 года за «образцовое выполнение заданий командования и проявленные мужество и героизм в боях с немецкими захватчиками» старший сержант Владимир Максименко был удостоен высокого звания Героя Советского Союза с вручением ордена Ленина и медали «Золотая Звезда» за номером 5105.
В боях в Восточной Пруссии Максименко в третий раз был тяжело ранен. В 1946 году он окончил пехотное училище. В 1947 году в звании лейтенанта Максименко был уволен в запас. Проживал в городе Апатиты Мурманской области, работал сначала на шахте, затем на морских судах. Умер 16 августа 1984 года, похоронен под Апатитами на кладбище на 13-м километре.
Был также награждён орденом Отечественной войны 1-й степени и рядом медалей.